# Jacek Lech Komuda

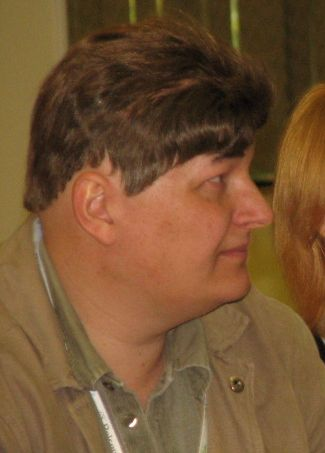
Jacek Komuda

Jacek Lech Komuda (sinh ngày 23 tháng 6 năm 1972) là một nhà văn và nhà sử học người Ba Lan. Là một nhà văn, Jacek Komuda chuyên viết tiểu thuyết và truyện ngắn thuộc thể loại giả tưởng và lịch sử. Ở vị trí một nhà sử học, anh chuyên nghiên cứu về thời kỳ Liên bang Ba Lan và Lietuva và lịch sử của Ba Lan trong giai đoạn 1569–1795.

## Tác phẩm tiêu biểu

### Sách
- Dzikie Pola trò chơi nhập vai
- Opowieści z Dzikich Pól (tuyển tập truyện ngắn, Alfa 1999, ISBN 83-7179-165-8)
- Wilcze gniazdo (tiểu thuyết, Fabryka Słów 2002, ISBN 83-89011-11-5)
- Opowieści z Dzikich Pól (tuyển tập truyện ngắn, Fabryka Słów 2004, ISBN 83-89011-46-8)
- Warchoły i pijanice (sách lịch sử, Fabryka Słów 2004, ISBN 83-89011-40-9)
- Imię Bestii (tuyển tập truyện ngắn, Fabryka Słów 2005, ISBN 83-89011-73-5)
- Bohun (tiểu thuyết, Fabryka Słów 2006, ISBN 83-60505-08-X)
- Czarna szabla (tuyển tập truyện ngắn, Fabryka Słów 2007, ISBN 978-83-60505-32-8)
- Diabeł Łańcucki (tiểu thuyết, Fabryka Słów 2007, ISBN 978-83-60505-56-4)
- Galeony wojny (tiểu thuyết, Fabryka Słów 2007, t. 1: ISBN 978-83-60505-75-5, t. 2: ISBN 978-83-60505-88-5)
- Czarna bandera (tuyển tập truyện ngắn, Fabryka Słów 2008)
- Herezjarcha (tuyển tập truyện ngắn, Fabryka Słów 2008)
- Samozwaniec Tom I' (tiểu thuyết, Fabryka Słów 2009)

### Truyện ngắn
- Czarna Cytadela ("Nowa Fantastyka" 5/1991)
- Zapomniana duma ("Fenix" 2/1995)
- Trzech do podziału ("Nowa Fantastyka" 6/1996)
- Wampiry z Odrzykońskiej ("Nowa Fantastyka" 12/1999)
- Tak daleko od nieba ("Nowa Fantastyka" 6/1997 và tuyển tập Robimy rewolucję, Prószyński i S-ka 2000)
- Nobile verbum ("Nowa Fantastyka" 8/2003)
- 36 pięter w dół (anthology Demony, Fabryka Słów 2004)
- Diabeł w kamieniu ("Nowa Fantastyka" 10/2004)